# Вилађо Данте Алигијери (Бреша)
Вилађо Данте Алигијери је насеље у Италији у округу Бреша, региону Ломбардија.
Према процени из 2011. у насељу је живело 206 становника. Насеље се налази на надморској висини од 265 м.